# یاماشینا هونگان-جی
یاماشینا هونگان-جی انگلیسی: 山科本願寺 Yamashina Hongan-ji یا یاماشینا میدو یکی از معابد بودایی در ژاپن در کیوتو است که که توسط ایکو-ایکی، سازمانی متشکل از راهبان جنگجو و متعصبان غیر روحانی مخالف حکومت سامورایی‌ها به عنوان قلعه استفاده می‌شد.